# 三重県立度会特別支援学校
三重県立度会特別支援学校（みえけんりつ わたらいとくべつしえんがっこう）は、三重県度会郡度会町大野木にある県立特別支援学校。

## 所在地
- 三重県度会郡度会町大野木1825

## 通学区域
- 松阪市、伊勢市、鳥羽市、志摩市、多気郡、度会郡

## 交通
- JR東海参宮線・近鉄山田線伊勢市駅南口5番乗り場より三重交通バス25系統注連指・上田口・田間行きにて、度会特別支援学校前下車徒歩約1分。

## 設置学部
- 小学部
- 中学部
- 高等部
- 訪問部

## 歴史
- 1979年（昭和54年）4月1日 - 三重県立度会養護学校として創立。校舎は三重県立度会高等学校の旧校舎を使用。
- 1980年（昭和55年）4月1日 - 高等部設置。
- 1988年（昭和63年）4月1日 - 紀州分校開校。
- 1991年（平成3年）4月1日 - 済美分校開校（稲葉養護学校より移管）。
- 1998年（平成10年）3月31日 - 済美分校閉校。
- 1999年（平成11年）3月31日 - 三重県立養護学校東紀州くろしお学園開校に伴い熊野分校、尾鷲分校閉校。
- 1999年（平成11年）4月1日 - 尾鷲分校が三重県立養護学校東紀州くろしお学園に移管
- 2007年（平成19年）4月1日 - 三重県立度会特別支援学校に校名変更。
- 2019年（平成31年）3月31日 - 寄宿舎を閉鎖。[1]